# Ruabon
Ruabon est un village minier et une commune du comté de Wrexham, au pays de Galles. Son nom gallois de « Rhiwabon » est composé de Rhiw, qui signifie « coteau », et de Fabon, une corruption de Saint-Mabon, premier nom de l'église du lieu, d'époque celtique. On trouve parfois encore l'ancienne graphie anglaise Rhuabon.
En 2001, plus de 80% de la population était née au pays de Galles, et 13.6% étaient, à des degrés divers, locuteurs du gallois.

## Histoire
On a retrouvé quelques vestiges d'habitat de l'Âge du Bronze à Ruabon : en 1898, lors de travaux dans le centre de Ruabon, un ciste en pierre contenant des restes humains calcinés, daté du début du IIe millénaire av. J.-C. a été dégagé. En 1917, les vestiges d'un tumulus de l'Âge du Bronze ont été mis au jour sur le terrain de sport de la Grammar School de Ruabon ; on y a retrouvé des restes humains, une pointe de flèche en silex et une hache de bronze.
Surplombant le bourg de Ruabon, la colline de Gardden (gallois : Caer Ddin) est un oppidum entouré de fossés circulaires, datant de l’Âge du fer.
On peut encore voir d'importants vestiges de la digue d'Offa (clawdd Offa en gallois) aux franges ouest de Ruabon. Cette levée de terre imposante, qui s'étend de Chepstow au sud, jusqu'à Prestatyn, a été construite à la fin du VIIIe siècle par le roi Offa de Mercie, afin de protéger son royaume saxon des raids des Gallois. Il faudra encore des siècles pour les terres à l'est de la digue d'Offa soient enfin rattachées au pays de Galles. Il reste aussi des traces d'une fortification plus ancienne encore, la digue de Wat, à l'est de Ruabon.
Dans les années 1850, l’écrivain anglais George Borrow a visité le pays de Galles ; dans son journal de voyage, il écrit à propos de Ruabon :

« Rhiwabon… gros bourg à mi-chemin entre Wrexham et Llangollen. Je n'ai rien vu de remarquable à cet endroit à part une vieille église. De là, ma route continuait en gros vers l'ouest. J'ai monté la colline, et de ses hauteurs j'ai découvert une vallée enfumée. En redescendant, j'ai traversé une multitude de mines, où j'ai vu des hommes crasseux se débattre au milieu de la fumée et des flammes. Au fond du vallon, près d'un pont, je me suis retourné. Un coteau à l'est retenait particulièrement mon attention : il était couvert d'édifices sombres, d'où semblaient provenir des coups de tonnerre, et d'où s'échappaient des panaches de fumée. Une femme passa à côté de moi, allant vers Rhiwabon ; je lui désignai la crête puis lui demandai son nom, le tout en anglais. Cette femme secoua la tête et me répondit Dim Saesneg (« pas anglaise »). « C’est bien ainsi, me suis-je dit : je vois à présent que je suis vraiment au pays de Galles. »

— George Borrow, Wild Wales (1862)
Les Williams-Wynn étaient les plus gros propriétaires terriens du nord et du centre du pays de Galles, ainsi que des marches galloises. Pendant des siècles, ils exercèrent une profonde influence sur la vie politique, culturelle, sociale et littéraire du pays de Galles. Bien que cette famille eût possédé plusieurs maisons, elle habitait la terre de Wynnstay, près de Ruabon. Le cinquième baronnet devint si puissant qu'on lui donnait le titre officieux de « Prince du pays des Galles. »
La famille Wynn (comme on l'appelait encore au XIXe siècle) avait acquis cette terre de Wynnstay par mariage. La propriété, appelée jusque-là Rhiwabon, était détenue par la famille Eyton, qui la baptisa ensuite Watstay. En héritant du domaine, Watkin, 3e baronnet Williams, fit ajouter à son nom celui de « Wynn » et ordonna la construction d'un manoir, connu comme le « château de Wynnstay », pour remplacer l’ancienne ferme.

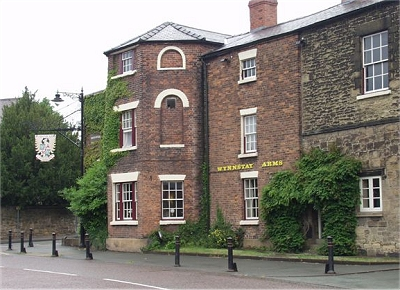
L’hôtel Wynnstay Arms porte encore les armoiries des Williams-Wynn sur son enseigne.

Les armoiries des Williams-Wynn portent d'aigle avec la devise galloise Eryr Eryrod Eryri (« L'aigle des aigles du pays des aigles »), allusion aux montagnes de Snowdonia (gallois : Eryri), d'où cette famille était originaire.
L'un des plus fameux harpistes du pays de Galles, John Parry (John Parry Ddall de Rhiwabon), était un protégé des Williams-Wynns. Né vers 1710 à Pen Llyn, cet aveugle de naissance grandit à Wynnstay, mais il se produisit ensuite très souvent dans l'hôtel londonien de ses maîtres, interprétant ses œuvres à la harpe galloise pour l’élite culturelle anglaise.
Une partie du domaine a été dessinée par Capability Brown et le parc était considéré au XIXe siècle comme l'un des plus vastes et des plus beaux du pays de Galles, de par ses multiples monuments : la colonne dessinée par James Wyatt, et dédiée en 1790 au quatrième baronnet Williams-Wynn ; la tour de Nant y Belan et la tour Waterloo.
Un incendie détruisit en 1858 l‘« old Wynnstay » et sa bibliothèque, riche de nombreux manuscrits. Sir Watkin fit reconstruire le manoir au même endroit. Au cours de la Seconde Guerre mondiale, ce château et une partie de son parc devinrent le quartier-général du RE Survey, département du génie militaire chargé de former les sapeurs à la reconnaissance des territoires sur lesquels progressait la British Army. Un incendie détruisit les étables voisines du château servant au cantonnement des officiers. Le domaine fut restitué en 1946.
Ne pouvant faire face aux droits de succession, les Williams-Wynns quittèrent Wynnstay pour la ferme voisine de Plas Belan, appartenant au domaine, et quittèrent définitivement Ruabon en 1948, rompant avec une tradition pluriséculaire ; seule Lady Daisy Williams-Wynn demeura à Belan bien après 1948. La plus grande partie du domaine fut mise en vente et Wynnstay fut convertie en une école privée, Lindisfarne College (d'après l'île de Lindisfarne au Northumberland, bien qu'il n'y ait aucun rapport historique entre cette école et le monastère). L'établissement scolaire fit à son tour faillite en 1994, et le manoir a été découpé en appartements de luxe.
L'orgue de Wynnstay avait été fabriqué par John Snetzler en 1774 pour l'hôtel particulier londonien de Sir Watkin Williams-Wynn, dans St James's Square ; il a été rapporté à Wynnstay en 1863. Au cours de la vente de Wynnstay, cet orgue et plusieurs autres trésors ont été rachetés par la nation galloise. Il est aujourd'hui exposé au musée national de Cardiff.
Les forêts du domaine ont été reprises par la Commission des forêts du Royaume-Uni ; ses arbres ont été abattus et remplacés par des conifères. D'autres destructions ont accompagné la reconstruction de la propriété, dans le cadre du percement de la rocade de Ruabon.

## Administration

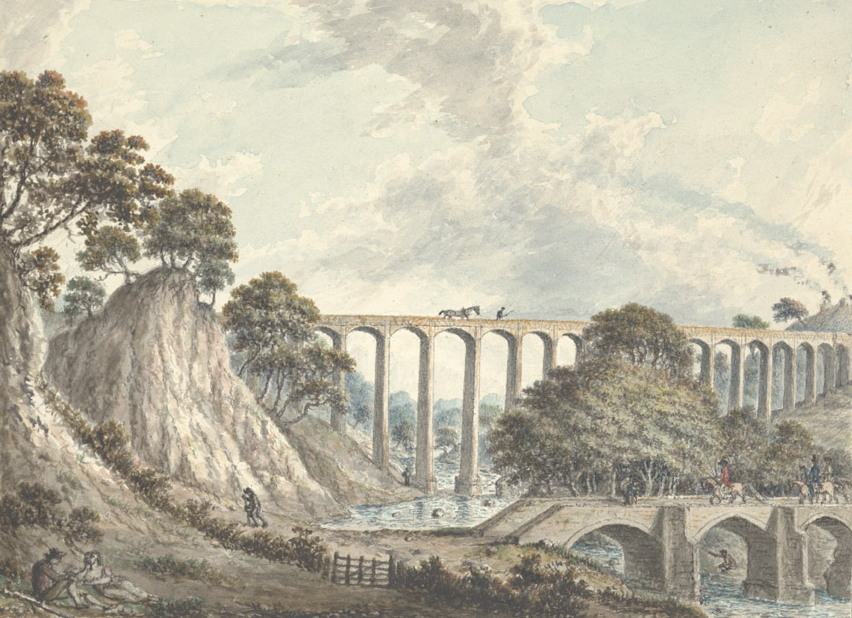
Le pont routier et le pont canal de Pontcysyllte, voisins de Rhiwabon, au début du XIXe siècle.

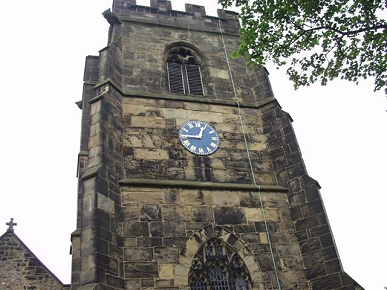
Le clocher de l'église Sainte-Marie.

L’ancienne paroisse de Ruabon regroupait les localités de Ruabon (avec les hameaux de Belan, Bodylltyn, Hafod et Rhuddallt), Cristionydd Cynrig (aussi connue sous le nom d’Y Dref Fawr ou Cristionydd Kenrick en anglais), Coed Cristionydd, Cristionydd Fechan (aussi connue sous le nom d’Y Dref Fechan ou Dynhinlle Uchaf), Dinhinlle Isaf; Morton Anglicorum (ou Morton-Below-the-Dyke) et Morton Wallichorum (ou Morton-Above-the-Dyke).
En 1844, Coed Cristionydd ainsi qu'une partie de Cristionydd Cynrig ont rejoint la nouvelle paroisse civile de  Rhosymedre, tandis que Cristionydd Fechan et Moreton Above étaient rattachées à la paroisse civile de Rhosllannerchrugog. Puis en 1879, Dynhinlle Uchaf et le reste de Cristionydd Cynrig ont été rattachés à la paroisse civile de Penycae.
Ruabon a toujours fait partie du comté historique de Denbighshire et était toujours administrée, de 1889 à 1974, par le Conseil comtal de Denbighshire. De 1974 à 1996, elle faisait partie du district de Clwyd et depuis 1996, elle dépend du County Borough de Wrexham.

## Éducation
La première école de Ruabon était une école de latin, fondée au début du XVIIe siècle à côté de l'église. Devenue la Ruabon Grammar School, elle fut déplacée à la périphérie du bourg de Ruabon, près de Mill Farm. Elle instruisit les garçons des paroisses de Ruabon et d’Erbistock pendant trois siècles.
En 1922, on ouvrit une école de jeunes filles, au fonctionnement intermittent, sur un terrain voisin de l'école de garçons ; mais il fallut attendre 1962 avant l'ouverture d'une école permanente. En 1967, les deux écoles formèrent le lycée général d’Ysgol Rhiwabon.
La Ruabon National School est un collège anglican aménagé dans Overton Road à la fin des années 1840. Rebaptisé école anglicane St Mary's, elle a été entièrement reconstruite en 1976.
Pour faire face à l'accroissement démographique, la Commission éducative du Denbighshire a ouvert un nouveau collège à Maes y Llan en 1912.
L'école privée de Lindisfarne College, anciennement à Westcliff-on-Sea dans le comté d'Essex, s'était établie à Wynnstay en 1950. L'établissement a fait faillite en 1994.

## Industrie

### Les forges, les mines de charbon et l'industrie chimique
Le pays de Ruabon a été jusqu'au XIXe siècle un bastion industriel grâce à ses gisements de fer, de houille et d’argile. On travaillait le fer à Gyfelia et Cinders dès le Moyen Âge mais c'est surtout à partir du XVIIIe siècle que les forges occupèrent toute la population locale. On extrayait le charbon des mines de Green, de Plas Madoc, de Plas Bennion, de Wynn Hall, d’Afon Eitha, de Cristionydd, de Groes, de Plas Isaf, de Plas Kynaston, de Gardden, de Brandie, d’Aberderfyn, de Ponkey et de Rhos, mais plusieurs d'entre elles ont été noyées en 1846 et ont cessé leur production. Les charbonnages postérieurs ont été aménagés à Wynnstay, Vauxhall et Hafod : ainsi la mine de charbon de Hafod a été creusée en 1867 pour prendre le relai de celle des Wynnstay (dont on peut encore voir le chevalement et la salle des machines avec son ventilateur de chaque côté de l'autoroute B5605 vers Rhosymedre), noyée après sa fermeture dans les années 1850. Hafod, d'abord appelée « la Nouvelle mine de Ruabon », fut longtemps le principal employeur de la région. Elle a fermé en 1968, mais sa trémie a été conservée pour le musée industriel du Parc Bonc yr Hafod. La dernière mine du gisement de Ruabon aura été celle de Bersham, qui à un moment communiquait par quelques galeries souterraines avec celle de Hafod. La mine de Bersham a fermé en décembre 1986.
On travaillait le fer à Ruabon, Acrefair, Cefn Mawr et Plas Madoc, et le zinc à Wynn Hall. L'un des plus gros exploitants était British Iron Company et son successeur, la New British Iron Co., qui exploitait les forges et mines d'Acrefair entre 1825 et 1887. En 1867 Robert Graesser, un chimiste d'Obermosel en Saxe, mit sur pied la raffinerie de Plas Kynaston à Cefn Mawr, pour produire de la paraffine et de la cire artificielle à partir de shale : c'était le début d'une longue tradition chimique à Cefn Mawr. L'essentiel des ressources minières de la région étaient exportées par le Shropshire Union Canal via le pont-canal de Pontcysyllte, jusqu'à l'arrivée du chemin de fer à Ruabon en 1855. Les usines ont été rachetées par la compagnie américaine Monsanto (qui posa ainsi un premier pied en Europe), puis revendues en 1995 et rebaptisées Flexys, spécialisées dans la chimie des élastomères. L'usine a été reprise depuis par Solutia avant de fermer en 2010.

### Les briqueteries et les fours à céramique
À Afongoch, trois exploitants en céramique se partageaient la production :
1. "Monk & Newell" occupait le côté est de la route Ruabon–Wrexham. Elle a cessé ses activités après la crise des années 1920 ; son usine a été convertie en lotissement (promoteur Newell Drive) et la gravière inondée (Monk's Pool) est gérée par une association de pêche.
2. Ruabon Brick & Terra Cotta Ltd.,  Jenks' Terracotta Works ou Gwaith Jinks, occupait le côté ouest de la route Ruabon–Wrexham (au-delà de la route de Tatham), mais sa première gravière se trouvait aussi sur le côté est, séparée de Monk & Newell par l'Afon Goch. Fondée par la famille Hague de Gardden vers 1883, et dirigée par Henry Jenks, elle produisait des briques, des éléments décoratifs du type mitre de cheminée ou épi de faîtage, des corniches et des tuiles vernies. L'usine a été reprise par Dennis' dans les années 1960, avant de fermer ses portes au milieu des années 1970. Le site est toujours classé « zone industrielle. »
3. Les briqueteries Tatham Brick & Tile Works ou Afongoch & Tatham Tileries se trouvaient à Afongoch, côté ouest de la route Ruabon–Wrexham (au-delà de la route de Tatham). Ouverte vers 1860 par Henry Richard Bowers & Co. de Penbedw (Acrefair), elles produisaient, outre des briques, des drains agricoles et des mitres de cheminée. Elles ont cessé leur activité vers 1910 avec leur rachat par Jenks' Terracotta Works. le puits d'argile est désormais utilisé comme terrain de dépôt.

À Hafod, l'ingénieur Henry Dennis, venu des Cornouailles, fit construire un four à céramique près de la mine de Hafod. La Dennis Company est devenue une société internationale spécialisée dans les tuiles ; elle est toujours en activité.
À Cinders, la briqueterie Wynnstay se trouvait à droite de la route Ruabon–Overton près de la ferme des  Cinders.
Il y avait d'autres grandes briqueteries à Pant, Rhos, Acrefair, Trefor et Newbridge.

## Le chemin de fer
La gare de Ruabon se trouve sur la ligne Shrewsbury-Chester, autrefois propriété de la Great Western Railway reliant la gare de Paddington à celle de Birkenhead Woodside. Transport for Wales relie Ruabon à Cardiff, Birmingham, Chester, Llandudno et Holyhead.